# Francisco Preciado de la Vega

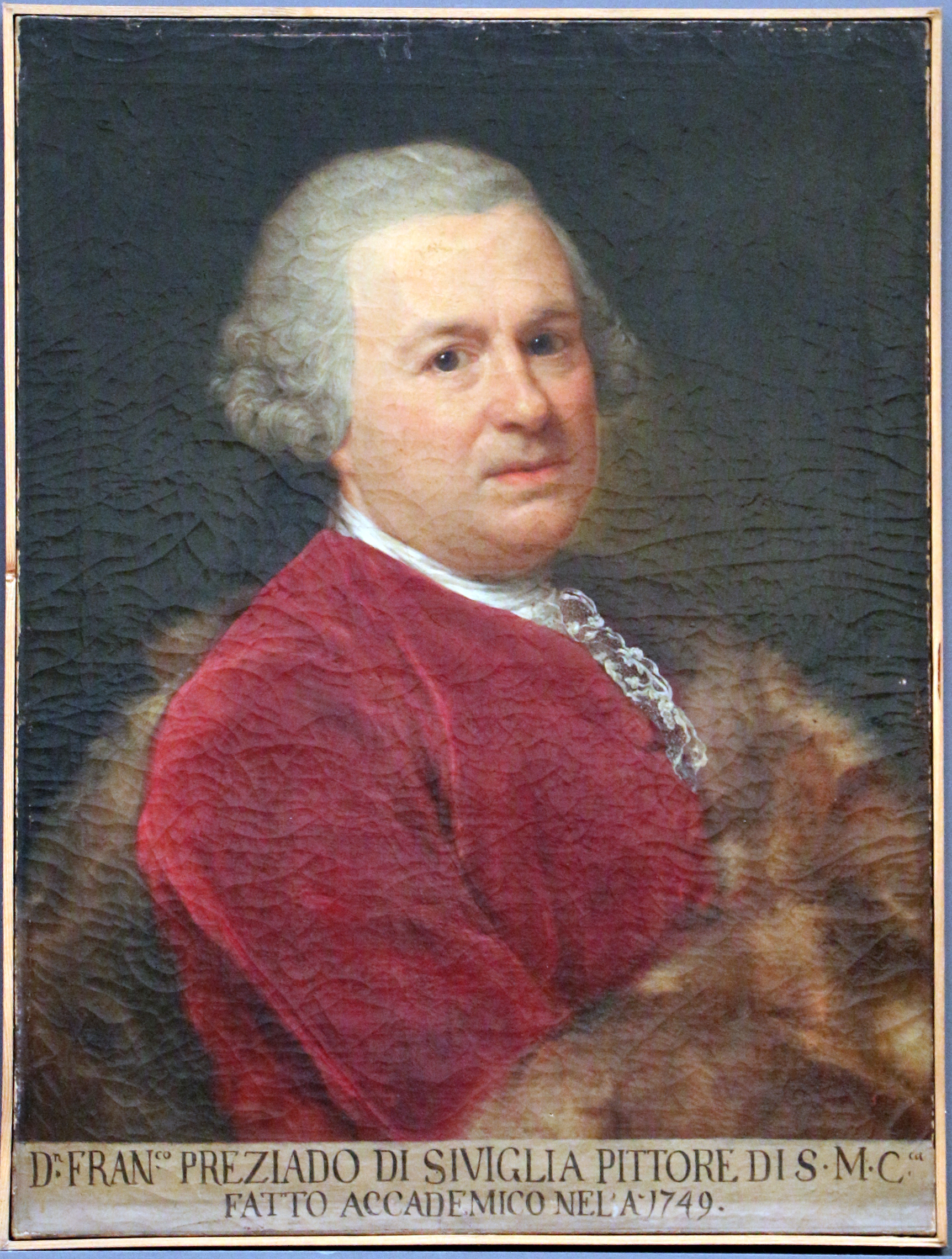
Anton von Maron, Ritratto di Francisco Preciado de la Vega, 1749, Accademia di San Luca, Roma.

Francisco Preciado de la Vega o Preziado (Siviglia, 1712 – Roma, 10 luglio 1789) è stato un pittore spagnolo.

## Biografia

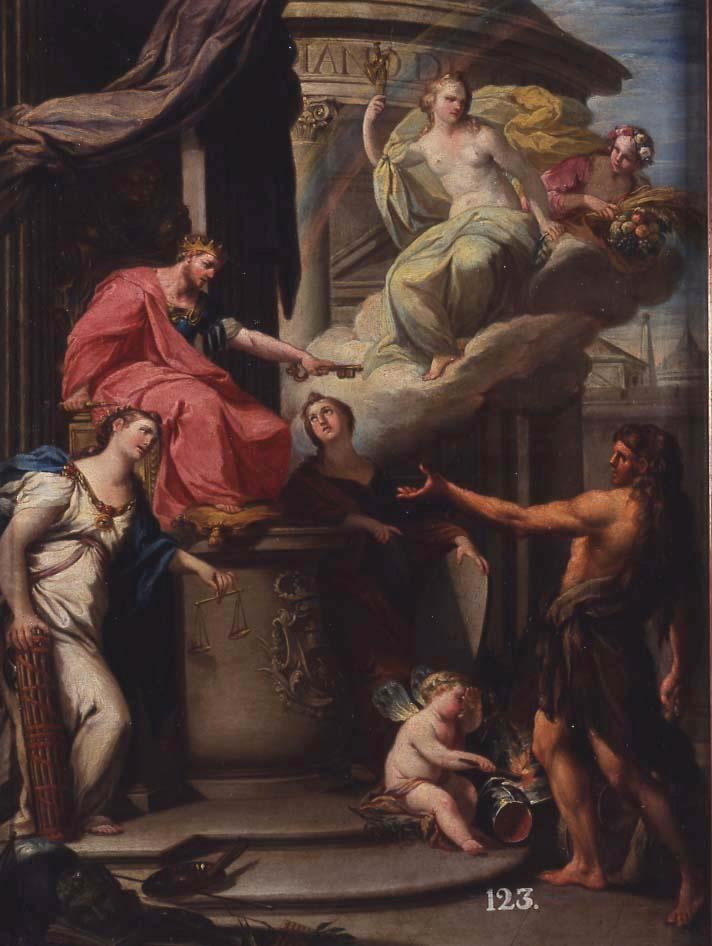
Allegoria della Pace, Museo della Real Academia de Bellas Artes de San Fernando, Madrid.

Riconosciuto come uno degli appartenenti alla scuola sivigliana di pittura, fu membro della Real Academia de Bellas Artes de San Fernando di Madrid. Soggiornò a Roma dal 1733, dove fu allievo di Sebastiano Conca. Dopo aver vinto un premio di pittura per giovani talenti messo a concorso dalla Accademia di San Luca nel 1739, l'anno successivo il re Filippo V di Spagna gli concesse una pensione per continuare a studiare pittura a Roma presso tale prestigiosa accademia, della quale anni più tardi divenne una figura di primaria importanza. Infatti, ne fu dapprima segretario dal 1762 e poi, a partire dal 1764, la diresse con la carica di Principe per diversi anni, poi ancora ne fu Consigliere e infine di nuovo segretario.
Inoltre, in qualità di Direttore dei pensionados dell'accademia madrilena dal 1758, ebbe l'opportunità di conoscere e tutelare le attività artistiche dei giovani spagnoli che inviava a Roma. Il Preciado, così, svolse un ruolo di collegamento tra il mondo accademico spagnolo delle belle arti e quello di Roma.
Sposò nel 1750 Caterina Cherubini che fu anch'essa ammessa come pittrice all'accademia romana. Fu accademico di merito anche dell'Accademia Clementina di Bologna nel 1778. Fu pittore di corte del re di Spagna, Carlo III, a cui mostró i vantaggi della tutela e dell'estensione delle attività accademiche spagnole in Italia. Scrisse un testo per l'insegnamento dal titolo "Arcadia Pictórica en sueño, alegoría, ó, Poema prosaico sobre la teórica y práctica de la pintura" con lo pseudonimo di Parrasio Tebano, nell'introduzione del quale l'editore fornisce numerosi elementi biografici sull'autore stesso. In questo scritto, frutto della sua prolungata esperienza accademica, il Preciado riflette sulle tecniche pittoriche classiche e fornisce una raccolta di consigli pratici per il disegno e la coloritura delle immagini.

## Opere
- Autoritratto, 1769, Galleria degli Uffizi, Firenze
- Giuda e Thamar, Accademia di San Luca, Roma
- Sacra Famiglia con i santi Elisabetta, Zaccaria e Giovanni Battista, 1757
- Allegoria della Pace, Museo della Real Academia de Bellas Artes de San Fernando, Madrid
- Immacolata Concezione, Santissima Trinità degli Spagnoli, Roma, 1750 c.
- San Simón de Rojas, San Carlo alle Quattro Fontane, Roma, 1767